# علاء مجيد
علاء مجيد مغنٍّ عراقي من مواليد 1960 في مدينة العمارة في محافظة ميسان.
انتقل مع أبويه وأخيه الأكبر الدكتور هيف إلى بغداد وهو في الشهور الأولى من حياته، أكمل دراسته الابتدائية والثانوية في بغداد وبدأ دراسة الموسيقى عام 1976 على آلة الناي، بالإضافة إلى التراث العراقي، والنظريات الموسيقية في معهد الدراسات الموسيقية وكلية الفنون الجميلة في بغداد. و كان قائد فرقة طيور دجلة الغنائية في السويد.

## الفرق الفنية التي عمل فيها
- الفرقة القومية للفنون الشعبية عام 1977- 1983
- بعض المشاركات مع فرقة التراث العراقي خلال نفس الفترة.
- الفرقة العراقية للموسيقى بقيادة الفنان منير بشير.
- قيادة الفرقة الموسيقية لبرنامج أصوات شابة التي أشرف عليها الفنان فاروق هلال[2]، والذي ظهر من خلاله أغلب الفنانين الذين يتربعون على الساحة الفنية في الوقت الحاضر.
- قيادة الفرقة الموسيقية لعدة دورات في مهرجان بابل الدولي
- قيادة الفرقة الموسيقية في عدة مهرجانات عربية ودولية.
- تأسيس وقيادة فرقة بابل للتراث الموسيقي.[3]
- قيادة الفرقة الموسيقية في ليالي دبي.
- قيادة الفرقة الموسيقية في برنامج نجم الخليج الأول والثاني.[4]
- فرقة مقامات مع الفنان أنور أبو دراغ.
- فرقة الأسطوات مع الفنان نصير شمة.
- قيادة وتدريب فرقة طيور دجلة في السويد[5]
- عميد أكاديمية الموسيقى العربية في لندن.
- المشرِّف الفني العام على فرقة طيور دجلة في السويد.[6]
- المشرِّف الفني العام على الفرقة الوطنية للتراث الموسيقي العراقي.[7]

### المواقع الفنية الإدارية التي شغلها
- مدرس في معهد الدراسات الموسيقية لآلة الناي والنظريات والصولفيج
- معاون فني في معهد الدراسات الموسيقية.
- مدرس موسيقى في مدرسة الموسيقى والباليه.
- رئيس الشعبة الموسيقية لنقابة الفنانين العراقيين.
- عضو اتحاد الموسيقيين العراقيين.
- عضو اتحاد الموسيقيين العرب.
- عضو اللجنة الوطنية العراقية للموسيقى.
- عضو اللجنة الفنية العليا في مهرجان بابل الدولي.
- عضو الهيئة الاستشارية في تلفزيون دبي.
- مدير عام استديوهات جواهر دبي للإنتاج الفني.
- مدير عام دائرة الفنون الموسيقية.[8]

### الأوسمة وشهادات التقدير
- حصل على لقب أفضل موسيقي شاب في العراق عام 1986.
- شهادة التميز الإبداعي من تلفزيون دبي.
- شهادة الإبداع الفني من مهرجان ليالي دبي.
- شهادة الإبداع الثقافي من حاكم الشارقة.
- شهادة تقديرية من مهرجان الموسيقى العربية في القاهرة.
- حاصل على لقب سفير النوايا الحسنة من منظمة اللاعنف الدولية.[9][10]
- تسمية الدورة 43 لخريجي معهد الدراسات الموسيقية باسم علاء مجيد.[11]
- حصل على قلادة الإبداع[12] المقدمة من مجموعة الاعلام المستقل التي يرأسها الاعالي سعد البزاز
- حصل على جائزة التميز لموظفي الدولة العراقية لعام 2024 بمناسبة يوم الوظيفة الوطني[13]

## المهرجانات
- مهرجان الموسيقى الشعبية في الهند 1979
- مهرجان اكريجانتو في إيطاليا مع الفرقة القومية للفنون الشعبية حيث حصلنا على الجائزة الأولى في العالم عام 1979
- مهرجان موسيقى الشعوب في البرازيل عام 1980
- مهرجان اليونسكو لدول الخليج العربي في باريس عام 1982
- مهرجان جرش في الأردن عام 1993
- مهرجان الفحيص في الأردن عام 1994
- مهرجان الموسيقى العربية في القاهرة 1996
- مهرجان دبي للتسوق والمشاركة في قيادة ليالي دبي عام 1998